# اساران
آسران روستایی در شهرستان مهدی‌شهر در استان سمنان است. بر پایه سرشماری در سال ۱۳۸۵، جمعیت این روستا ۳۴ نفر (۹ خانوار) و بر پایه سرشماری در سال ۱۳۷۵، ۴ نفر (۲ خانوار) بوده است.